# Bürgerholz bei Rosian
Bürgerholz bei Rosian este o arie protejată (arie specială de conservare — SAC, sit de importanță comunitară — SCI) din Germania întinsă pe o suprafață de 105 ha, integral pe uscat.

## Localizare
Centrul sitului Bürgerholz bei Rosian este situat la coordonatele 52°06′17″N 12°07′36″E / 52.1047°N 12.1267°E.

## Înființare
Situl Bürgerholz bei Rosian a fost declarat sit de importanță comunitară în octombrie 2000 pentru a proteja 2 specii de animale. Situl a fost protejat și ca arie specială de conservare în decembrie 2018.

## Biodiversitate
Situată în ecoregiunea continentală, aria protejată conține 3 habitate naturale: Fânețe de joasă altitudine (Alopecurus pratensis, Sanguisorba officinalis), Păduri de stejar sau de stejar și carpen sub-atlantice și medio-europene de Carpinion betuli, Păduri aluvionare cu Alnus glutinosa și Fraxinus excelsior (Alno-Padion, Alnion incanae, Salicion albae).
La baza desemnării sitului se află mai multe specii protejate de  mamifere (2): castor (Castor fiber), vidră de râu (Lutra lutra)
Pe lângă speciile protejate, pe teritoriul sitului au mai fost identificate 3 specii de amfibieni, 5 specii de mamifere, 3 specii de nevertebrate, 1 specie de pești.